# Kubb

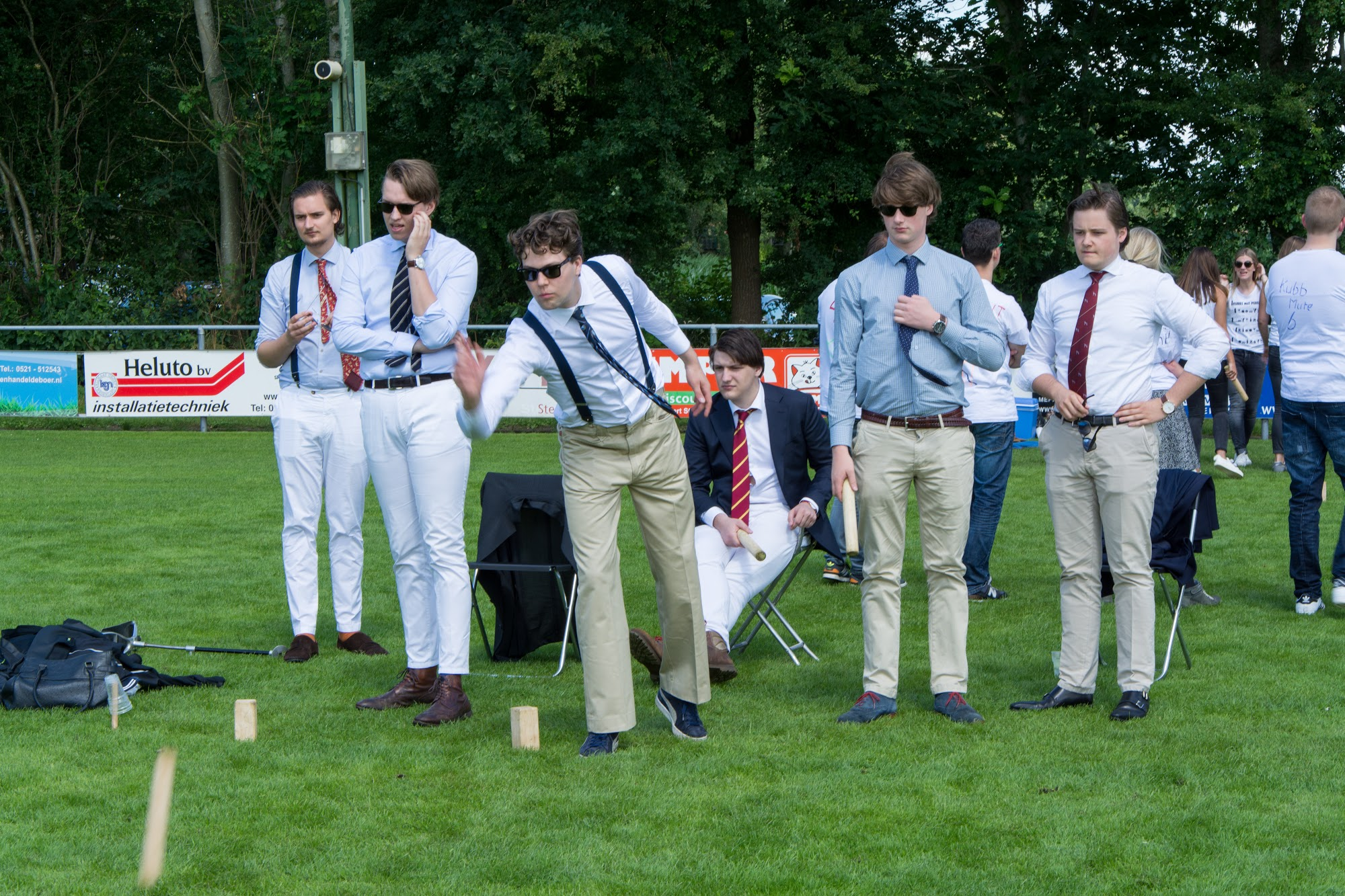
Kubb Holandský tým Jan-Diederick en de Ravenvangers Holandský šampionát 2016

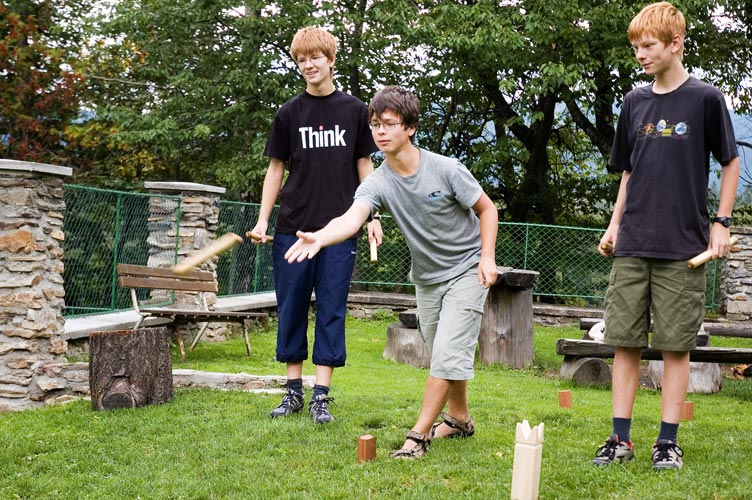
Hráč kubbu právě hodil kolík na protivníkovy kubby

Kubb je stará, údajně vikingská venkovní společenská hra pro dvě družstva o 1 až 6 členech. Nejčastěji se ale hraje v menších družstvech do tří členů. Je velmi oblíbená zejména v severských zemích, ale postupně se šíří i do dalších částí Evropy. 
Slovo Kubb má v gotlandském nářečí švédštiny význam dřevěná kostka.
Hra je nenáročná, pro její realizaci stačí herní souprava a prostor cca 8x5m, a může ji hrát prakticky každý (muži, ženy, děti, senioři…) a družstva dokonce ani nemusejí mít stejný počet hráčů.
Podobná hra se vyskytovala i na Jižní Moravě za dob Napoleonských válek, známá pod jménem Čapatky.

## Historie
Historie této hry je poněkud nejistá. Údajně pochází z doby Vikingů a do dnešní doby se dochovala na švédském ostrově Gotland. Tato informace je ovšem neověřená a může být pouhým reklamním trikem výrobců herních souprav. Každopádně existují záznamy o tom, že tato hra byla ve Švédsku hrána již na počátku 20. století. Není ovšem známo, zda se dnešní pravidla zcela shodují s tehdejšími. Ani „Společnost pro gotlandské hry“ (Föreningen Gutnisk Idrott), založená v roce 1912, tuto hru v seznamu původních gotlandských her dodnes neuvádí.
Komerční herní soupravy se začaly sériově vyrábět až v roce 1990 a teprve od té doby se hra stává velmi populární a začíná se významně šířit.
Od roku 1995 je na Gotlandu každoročně pořádáno mistrovství světa v kubbu.

## Herní souprava
Herní soupravu tvoří:

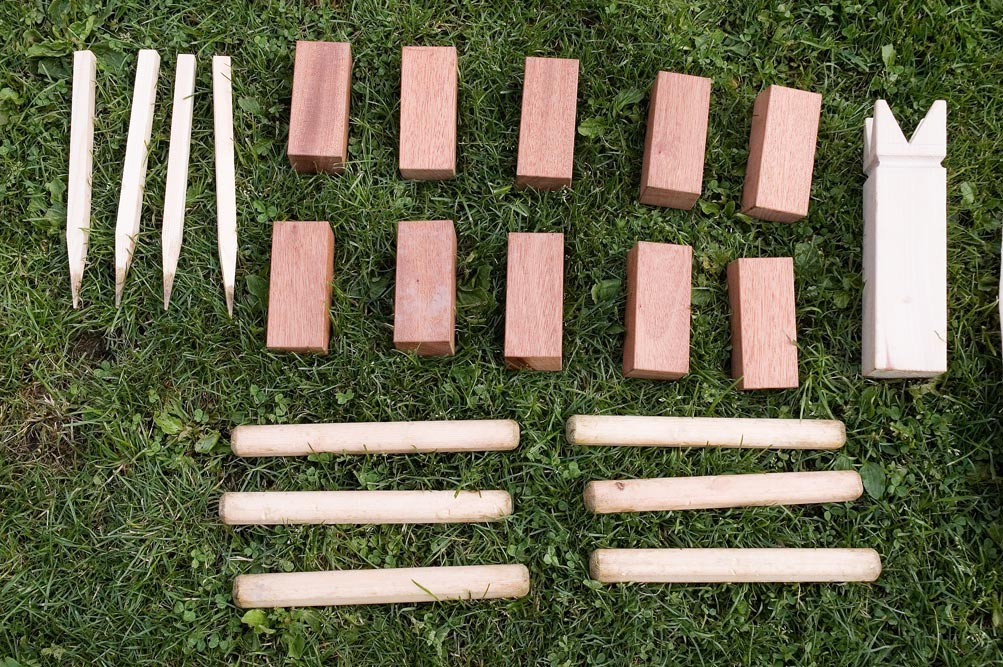
Herní souprava pro hru kubb

- 4 zašpičatělé kolíky pro vymezení hrací plochy
- 10 kubbů (kvádrů) o rozměrech 7 × 7 × 15cm
- 1 figurka krále o rozměrech 9 × 9 × 30cm (někdy má jednoduše vyřezávanou hlavu)
- 6 kolíků o průměru cca 4,4cm a délce 30cm na házení

Všechny součásti jsou dřevěné, základní kvádry jsou z těžšího tvrdého dřeva, král a všechny ostatní součásti jsou ze dřeva měkčího, a tedy i lehčího.
Z popisu je tedy vidět, že soupravu na Kubb si může téměř každý snadno vyrobit a začít hrát.

## Pravidla hry

### Základní rozložení figur

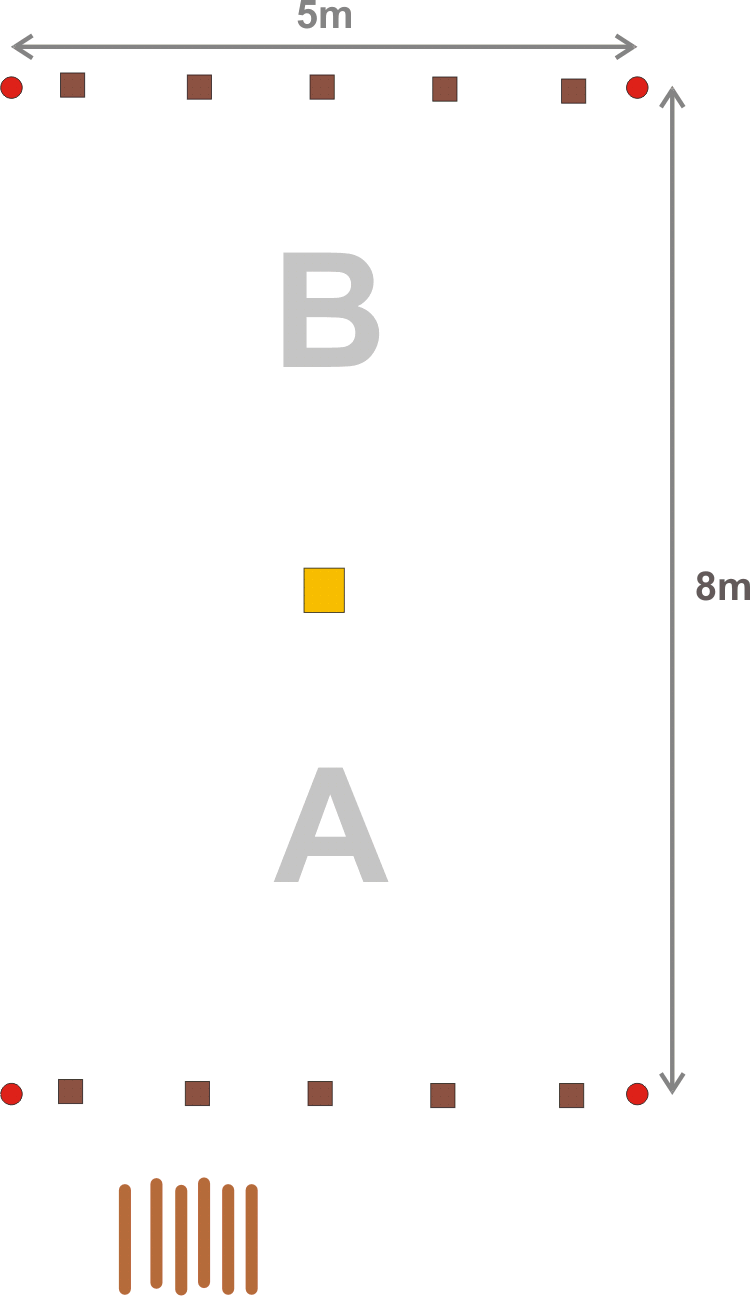
Základní rozložení figur pro hru kubb

Hra se hraje na pokud možno rovné ploše bez překážek o rozměrech zhruba 8x5m. Pro zrychlení hry nebo její usnadnění například pro děti se může vytyčit hřiště menších rozměrů, například o délce 6m.
Není vhodné, aby na ploše byl vyšší porost (např. neposekaná vysoká tráva), ale jinak může být povrch hřiště libovolný (trávník, pláž, sníh…).
Hřiště se vymezí čtyřmi kolíky a do jeho středu se postaví figurka krále. Kratší hrany hřiště se nazývají základní čáry. 
Na základní čáry se v pravidelných rozestupech rozestaví po pěti kubbech (hranolech z těžšího dřeva). Kubby se stejně jako král staví na výšku. Každá základní čára patří jednomu družstvu. Družstvo A si mezi své hráče rozdělí všechny kolíky a stoupne si zevnějšku hřiště ke své základní čáře. Družstvo B se podobně postaví ke své základní čáře.

### Postup hry
Hráči družstva A se postupně snaží hodem kolíků ze své základní čáry srazit co nejvíce kubbů družstva B. Kolíky se hází spodním hodem po délce tak, že je hráči drží za konec a druhý konec směřuje ke kubbu, který chce hráč srazit. Kolíky se nesmí házet napříč, ani nesmí příčně rotovat (podobně jako vrtule vrtulníku). Kubby se mohou házet napříč, ale také jen spodním hodem.
Kubby, které jsou týmem A sraženy hodí tým B ze základní čáry na polovinu hřiště týmu A (tedy mezi krále a základní čáru A). Pokud je kubb hozen mimo hřiště nebo na polovinu hřiště B, hází se po odházení všech sražených kubbů znovu. Po dvou nepodařených hodech kubb pokládá kamkoliv do patřičné poloviny hřiště protitým. Mezi králem nebo rohovým kolíkem a kubbem přitom však musí zůstat mezera rovná minimálně délce kolíku. 
Kuby se postaví v místě dopadu na výšku tak, že se otočí kolem jedné z hran podstavy, nesmí se s nimi hýbat jiným způsobem.
Tým B se nejprve snaží ze své základní čáry srazit své kubby v herním poli, a teprve až je srazí všechny, začne srážet kubby týmu A na základní čáře. Pokud srazí některý kubb týmu A dříve než své kubby, je toto sražení neplatné a tento kubb se znovu postaví na své místo. Pak se hra opět otočí a hází tým A. Nejprve hází všechny sražené kubby a poté se kolíky trefuje. 
Pokud se týmu B nepodaří některé ze svých kubbů v polovině hřiště A srazit, nesražený kubb stojící nejblíže ke králi nyní reprezentuje pro družstvo A dočasnou čáru, od které bude pomocí kolíků srážet kubby týmu B. Samotné kubby se ovšem vždy házejí pouze ze základní čáry.
Takto hra pokračuje do doby, než některé družstvo srazí poslední kubb protivníka. Pokud mu ještě zbývají kolíky, může se ihned pokusit srazit krále, čímž hra končí a družstvo vyhrává. Pokud mu už žádný kolík nezbývá nebo se mu nepodaří zbývajícím kolíky krále srazit, hra pokračuje normálně a na tahu je druhé družstvo. Tak to pokračuje, dokud se jednomu družstvu nepodaří srazit všechny stojící kubby a krále během jedné série.
Družstvo, které omylem srazí krále kdykoliv v průběhu hry před sražením všech kubbů protivníka, ihned prohrává. Družstvo které vyhrálo získává jeden bod. Za celkového vítěze se zpravidla prohlašuje družstvo, které vyhrálo dvě ze tří her. 
Vzhledem k tomu, že terén může jedno z družstev nějakým způsobem handicapovat (protisvětlo, svah, vítr atd.), je vhodné, aby si po každé hře družstva vyměnila strany.